# Hawkins Glacier (glaciär i Antarktis)
Hawkins Glacier är en glaciär i Antarktis. Den ligger i Östantarktis. Australien gör anspråk på området. Hawkins Glacier ligger 10 meter över havet.
Terrängen runt Hawkins Glacier är varierad. Havet är nära Hawkins Glacier åt nordost.  Trakten är obefolkad. Det finns inga samhällen i närheten.